# Turn It on Again: The Hits
Albums de Genesis
Genesis Archive
(1998) Archive #2
(2000)
Turn It on Again: The Hits est une compilation de Genesis. L'album est sorti d'abord en version simple le 26 octobre 1999 sur disques Virgin en Angleterre et Atlantic Records en Amérique - États-Unis et Canada. 
En 2007, une version deux disques est sortie, sous-titrée The Tour Edition, afin de promouvoir la tournée Turn it on again Reunion Tour la même année. Tout le contenu à l'exception de The Carpet Crawlers 1999 fut remixée par Nick Davis. Cette version double contenait des pièces de chacun des albums du groupe, sauf le premier From Genesis To Revelation et les albums en concert. 
Une autre version existe sur le marché, une version 2 CD et 2 DVD, incluant The Video Show et When In Rome. 

## Description
L'album est une compilation des albums précédents, comme le montre la pochette. Chaque lettre est tirée des différentes pochettes des albums du groupe.
- Le "G" vient de And Then There Were Three
- Le "E" vient de We Can't Dance
- Le "N" vient de Calling All Stations
- Le "E" vient de The Lamb Lies Down on Broadway
- Le "S" vient de Duke
- Le "I" vient de Genesis
- Le "S" vient de Invisible Touch

Même si l'album est dit comme une compilation de Genesis, c'est plutôt Phil Collins qui est le plus sur le devant, Ray Wilson et Peter Gabriel sont plutôt mis en second plan. 
À noter que « Turn it on Again » est également le titre de la nouvelle tournée mondiale de Genesis en 2007 avec Phil Collins, Mike Rutherford et Tony Banks. Cette tournée, n'étant pas lancée à la suite d'un nouvel album, reprend tous les plus grands tubes du groupe dont une très grande partie figure sur cet album des meilleurs succès.

## Titres
Tous les titres sont signés Banks, Collins, Rutherford, sauf indication contraire. 

### Turn It On Again - The Hits
| No  | Titre                                                  | Issu de l'album                        | Durée |
| --- | ------------------------------------------------------ | -------------------------------------- | ----- |
| 1.  | Turn It On Again                                       | Duke (1980)                            |       |
| 2.  | Invisible Touch                                        | Invisible Touch (1986)                 |       |
| 3.  | Mama (Edit Radio)                                      | Genesis (1983)                         |       |
| 4.  | Land of Confusion                                      | Invisible Touch (1986)                 |       |
| 5.  | I Can't Dance                                          | We Can't Dance (1991)                  |       |
| 6.  | Follow You Follow Me                                   | ...And Then There Were Three... (1978) |       |
| 7.  | Hold on My Heart                                       | We Can't Dance (1991)                  |       |
| 8.  | Abacab (Version single)                                | Abacab (1981)                          |       |
| 9.  | I know What I Like (in Your Wardrobe)                  | Selling England by the Pound (1973)    |       |
| 10. | No Son of Mine (Edited Version)                        | We Can't Dance (1991)                  |       |
| 11. | Tonight, Tonight, Tonight (Nouvelle édition du single) | Invisible Touch (1986)                 |       |
| 12. | In Too Deep                                            | Invisible Touch (1986)                 |       |
| 13. | Congo (Version single)                                 | Calling All Stations (1997)            |       |
| 14. | Jesus He Knows Me (Single mix)                         | We Can't Dance (1991)                  |       |
| 15. | That's all                                             | Genesis (1983)                         |       |
| 16. | Misunderstanding                                       | Duke (1980)                            |       |
| 17. | Throwing It All Away                                   | Invisible Touch (1986)                 |       |
| 18. | The Carpet Crawlers 1999 (Version réenregistrée)       | The Lamb Lies Down on Broadway (1974)  |       |

### Turn It On Again - The Tour Edition
Disque  1
1. Turn It on Again (Duke)
2. No Son of Mine (We Can't Dance)
3. I Can't Dance (We Can't Dance)
4. Hold on My Heart (We Can't Dance)
5. Jesus He Knows Me (We Can't Dance)
6. Tell Me Why (We Can't Dance)
7. Invisible Touch (Invisible Touch)
8. Land of Confusion (Invisible Touch)
9. Tonight, Tonight, Tonight (Invisible Touch)
10. In Too Deep (Invisible Touch)
11. Throwing It All Away (Invisible Touch)
12. Mama (Genesis)
13. That's All (Genesis)
14. Illegal Alien (Genesis)
15. Abacab (Abacab)
16. No Reply at All (Abacab)
17. The Carpet Crawlers 1999 (version réenregistrée de la chanson originale extraite de The Lamb Lies Down on Broadway)

Disque  2
1. Paperlate (3×3 EP)
2. Keep It Dark (Abacab)
3. Man on the Corner (Collins) (Abacab)
4. Duchess (Duke)
5. Misunderstanding (Collins) (Duke)
6. Follow You, Follow Me (...And Then There Were Three... )
7. Many Too Many (Banks) (...And Then There Were Three... )
8. Your Own Special Way (Rutherford) (Wind & Wuthering)
9. Afterglow (Banks) (Wind & Wuthering)
10. Pigeons (Spot the Pigeon (EP)
11. Inside and Out (Banks, Collins, Hackett, Rutherford) (Spot the Pigeon EP)
12. A Trick of the Tail (Banks) (A Trick of the Tail)
13. Counting Out Time (Banks, Collins, Gabriel, Hackett, Rutherford) (The Lamb Lies Down On Broadway)
14. I Know What I Like (In Your Wardrobe) (Banks, Collins, Gabriel, Hackett, Rutherford) (Selling England by the Pound)
15. Happy the Man (Banks, Collins, Gabriel, Hackett, Rutherford) (Happy The Man/Seven Stones - simple. Enregistré en 1971 publié en 1972)
16. The Knife (Part 1) (Banks, Gabriel, Anthony Phillips, Rutherford) version simple (Trespass)
17. Congo (Banks, Rutherford) (Calling All Stations)

- DVD1 - 1. The Video Show DVD (2004))
- DVD2 - 1. When In Rome DVD (2007 Documentaire Come Rain Or Shine)

## Musiciens
- Tony Banks - Claviers, synthétiseurs, piano, orgue, guitare 12 cordes.
- Mike Rutherford - Guitare basse, guitare électrique et acoustique, guitare acoustique 12 cordes, chœurs.
- Phil Collins - Batterie, percussions, chant (sauf sur Congo et The Knife)
- Steve Hackett - Cithare électrique sur I Know What I Like, guitare sur ces autres pièces ; The Carpet Crawlers 1999, Counting Out Time, Happy the Man, Your Own Special Way, Afterglow, Pigeons, Inside and Out et A Trick of the Tail.
- Peter Gabriel - Chant, flûte, tambourin sur I Know What I Like, The Carpet Crawlers 1999, Counting out Time, Happy the Man et The Knife (Part 1)
- Anthony Phillips - Guitare sur The Knife (Part 1).
- John Mayhew - Batterie sur The Knife (Part 1).
- Ray Wilson - Chant sur Congo.